# Champs e Marchal
Camps de Tarentaine-Marchal (en francès Champs-sur-Tarentaine-Marchal) és un municipi francès, situat a la regió d'Alvèrnia-Roine-Alps, al departament de Cantal.